# Ronde van Groot-Brittannië 2009
De Ronde van Groot-Brittannië 2009 (Engels: Tour of Britain 2009) werd gehouden van zaterdag 12 tot en met zaterdag 19 september in Groot-Brittannië. De zestiende editie van deze wielerronde werd gewonnen door Edvald Boasson Hagen, die ook vier etappes won. De wielerkoers maakte deel uit van de UCI Europe Tour 2009 (categorie 2.1). In totaal gingen honderd renners van start, van wie 91 uiteindelijk de eindstreep bereikten in Westminster.

## Etappe-overzicht
| etappe | datum        | start             | finish         | afstand  | winnaar              | klassementsleider    |
| ------ | ------------ | ----------------- | -------------- | -------- | -------------------- | -------------------- |
| 1      | 12 september | Scunthorpe        | York           | 172 km   | Chris Sutton         | Chris Sutton         |
| 2      | 13 september | Darlington        | Gateshead      | 153,3 km | Kai Reus             | Kai Reus             |
| 3      | 14 september | Peebles           | Gretna Green   | 153,8 km | Edvald Boasson Hagen | Kai Reus             |
| 4      | 15 september | Stanley Park      | Blackpool      | 148 km   | Edvald Boasson Hagen | Kai Reus             |
| 5      | 16 september | Brittania Stadium | Stoke-on-Trent | 134 km   | Edvald Boasson Hagen | Edvald Boasson Hagen |
| 6      | 17 september | Frome             | Bideford       | 183,7 km | Edvald Boasson Hagen | Edvald Boasson Hagen |
| 7      | 18 september | Hatherleigh       | Yeovil         | 159,7 km | Ben Swift            | Edvald Boasson Hagen |
| 8      | 19 september | Westminster       | Westminster    | 92,5 km  | Michele Merlo        | Edvald Boasson Hagen |

## Startlijst
| Agritubel | Team Barloworld | Team Columbia-HTC |
| - 1. Geoffroy Lequatre - 2. Émilien-Benoît Bergès - 3. Freddy Bichot - 4. Christophe Laurent - 5. Brice Feillu - 6. Nicolas Vogondy Ploegleider: Emmanuel Hubert | - 11. Steve Cummings - 12. Chris Froome - 13. Michele Merlo - 14. Carlo Scognamiglio - 15. Mauricio Soler - 16. Geraint Thomas Ploegleider: Valerio Tebaldi                | - 21. Edvald Boasson Hagen - 22. Thomas Lovkvist - 23. Tony Martin - 24. Kim Kirchen - 25. Gert Dockx - 26. Maxime Monfort Ploegleider: Piva Valerio                     |
| Rapha Condor | Candi-TV-Marshalls Pasta | AG2R-La Mondiale |
| - 31. Dan Craven - 32. Kristian House - 33. Darren Lapthorne - 34. Christopher Newton - 35. Simon Richardson - 36. Tom Southam Ploegleider: John Herety          | - 41. Simon Holt - 42. Graham Briggs - 43. Malcolm Elliott - 44. Russell Downing - 45. James Sampson - 46. Peter Williams Ploegleider: Phil Griffiths                      | - 51. Nicolas Roche - 52. Renaud Dion - 53. Tanel Kangert - 54. Cyril Dessel - 55. Lloyd Mondory - 56. Blaise Sonnery Ploegleider: Artūras Kasputis                      |
| Rabobank | CSF Group-Navigare | Joker Bianchi |
| - 61. Tom Stamsnijder - 62. Graeme Brown - 63. Kai Reus - 64. — - 65. Grischa Niermann - 66. Laurens ten Dam Ploegleider: Erik Dekker                            | - 71. Mauro Finetto - 72. Alan Marangoni - 73. Federico Canuti - 74. Domenico Pozzovivo - 75. Filippo Savini - 76. Enrico Zen Ploegleider: Giuseppe Lanzoni                | - 81. Alexander Kristoff - 82. Frederik Wilmann - 83. Stian Remme - 84. Sondre Sørtveit - 85. Lars Petter Nordhaug - 86. Svein Erik Vold Ploegleider: Gino Van Oudenhove |
| Team Garmin-Slipstream | Topsport Vlaanderen | Cervélo TestTeam |
| - 91. Bradley Wiggins - 92. Huub Duyn - 93. Trent Lowe - 94. Thomas Peterson - 95. Chris Sutton - 96. Ricardo van der Velde Ploegleider: Matt White              | - 101. Tim Mertens - 102. Tom Criel - 103. Thomas De Gendt - 104. Kristof Vandewalle - 105. Bart Vanheule - 106. Pieter Vanspeybrouck Ploegleider: Jean-Pierre Heynderickx | - 111. Davide Appollonio - 112. Serge Pauwels - 113. Daniel Fleeman - 114. Óscar Pujol - 115. Daniel Lloyd - 116. Martin Reimer Ploegleider: Jens Zemke                  |
| Katjoesja | Team Halfords Bikehut | Euskaltel-Euskadi |
| - 121. Ben Swift - 122. Vladimir Karpets - 123. Danilo Napolitano - 124. Filippo Pozzato - 125. Jevgeni Petrov - 126. — Ploegleider: Dmitri Konysjev             | - 131. Edward Clancy - 132. Robert Hayles - 133. Mark McNally - 134. Ian Bibby - 135. Andrew Tennant - 136. Ian Wilkinson Ploegleider: Keith Lambert                       | - 141. Javier Aramendia - 142. Koldo Fernández - 143. Ivan Velasco - 144. Sergio De Lis - 145. Josu Agirre - 146. Aitor Galdos Ploegleider: Josu Larrazabal              |
| Vacansoleil | ISD-Neri | |
| - 151. Rob Ruijgh - 152. Thomas Berkhout - 153. Arnoud van Groen - 154. Reinier Honig - 155. Michael Golas - 156. Martin Mortensen Ploegleider: Kees de Brouwer  | - 161. Bartosz Huzarski - 162. Simon Clarke - 163. Pierpaolo De Negri - 164. Alessandro Colo - 165. Ian Stannard - 166. Davide Ricci Bitti Ploegleider: Bohdan Bondarjev   | |

## Etappe-uitslagen

### 1e etappe
| Scunthorpe – York (172.6 km) |               |                   |          |
| Plaats                       | Naam          | Ploeg             | Tijd     |
| Winnaar                      | Chris Sutton  | Garmin-Slipstream | 4u07'59" |
| 2                            | Michele Merlo | Barloworld        | z.t.     |
| 3                            | Ben Swift     | Team Katusha      | z.t.     |

### 2e etappe
| Darlington – Gateshead (153.3 km) |                      |                   |          |
| Plaats                            | Naam                 | Ploeg             | Tijd     |
| Winnaar                           | Kai Reus             | Rabobank          | 3u38'32" |
| 2                                 | Alexander Kristoff   | Joker Bianchi     | +00' 09" |
| 3                                 | Edvald Boasson Hagen | Team Columbia-HTC | z.t.     |

### 3e etappe
| Peebles – Gretna Green (153.8 km) |                      |                   |          |
| Plaats                            | Naam                 | Ploeg             | Tijd     |
| Winnaar                           | Edvald Boasson Hagen | Team Columbia-HTC | 3u38'01" |
| 2                                 | Michele Merlo        | Barloworld        | z.t.     |
| 3                                 | Chris Sutton         | Garmin-Slipstream | z.t.     |

### 4e etappe
| Stanley Park – Blackpool (148 km) |                      |                   |          |
| Plaats                            | Naam                 | Ploeg             | Tijd     |
| Winnaar                           | Edvald Boasson Hagen | Team Columbia-HTC | 3u32'04" |
| 2                                 | Chris Sutton         | Garmin-Slipstream | z.t.     |
| 3                                 | Martin Reimer        | Cervélo TestTeam  | z.t.     |

### 5e etappe
| Brittania Stadium – Stoke-on-Trent (134 km) |                      |                       |          |
| Plaats                                      | Naam                 | Ploeg                 | Tijd     |
| Winnaar                                     | Edvald Boasson Hagen | Team Columbia-HTC     | 3u15'57" |
| 2                                           | Filippo Pozzato      | Team Katusha          | z.t.     |
| 3                                           | Russell Downing      | Candi TV-Pinarello RT | z.t.     |

### 6e etappe
| Frome – Bideford (183.7 km) |                      |                       |          |
| Plaats                      | Naam                 | Ploeg                 | Tijd     |
| Winnaar                     | Edvald Boasson Hagen | Team Columbia-HTC     | 4u05'20" |
| 2                           | Martin Reimer        | Cervélo TestTeam      | z.t.     |
| 3                           | Russell Downing      | Candi TV-Pinarello RT | z.t.     |

### 7e etappe
| Hatherleigh – Yeovil (159.7 km) |                      |                   |          |
| Plaats                          | Naam                 | Ploeg             | Tijd     |
| Winnaar                         | Ben Swift            | Team Katusha      | 3u52'19" |
| 2                               | Filippo Pozzato      | Team Katusha      | z.t.     |
| 3                               | Edvald Boasson Hagen | Team Columbia-HTC | z.t.     |

### 8e etappe
| Westminster – Westminster (92.5 km) |                 |                   |          |
| Plaats                              | Naam            | Ploeg             | Tijd     |
| Winnaar                             | Michele Merlo   | Barloworld        | 1u56'55" |
| 2                                   | Koldo Fernández | Euskaltel-Euskadi | z.t.     |
| 3                                   | Chris Sutton    | Garmin-Slipstream | z.t.     |

## Eindklassementen
| Plaats    | Naam                 | Ploeg                 | Tijd      |
| --------- | -------------------- | --------------------- | --------- |
| Gele trui | Edvald Boasson Hagen | Team Columbia-HTC     | 28u06'24" |
| 2         | Chris Sutton         | Garmin-Slipstream     | +00' 23"  |
| 3         | Martin Reimer        | Cervélo TestTeam      | +00' 25"  |
| 4         | Kai Reus             | Rabobank              | +00' 26"  |
| 5         | Russell Downing      | Candi TV-Pinarello RT | +00' 39"  |
| 6         | Geraint Thomas       | Barloworld            | +00' 43"  |
| 7         | Geoffroy Lequatre    | Agritubel             | z.t.      |
| 8         | Simon Clarke         | ISD-Neri              | +00' 47"  |
| 9         | Reinier Honig        | Vacansoleil           | +00' 49"  |
| 10        | Kristian House       | Rapha Condor          | z.t.      |
|           |                      |                       |           |
| 12        | Serge Pauwels        | Cervélo TestTeam      | +00' 49"  |

| Plaats      | Naam                 | Ploeg                 | Punten |
| ----------- | -------------------- | --------------------- | ------ |
| Groene trui | Edvald Boasson Hagen | Team Columbia-HTC     | 86     |
| 2           | Chris Sutton         | Garmin-Slipstream     | 86     |
| 3           | Russell Downing      | Candi TV-Pinarello RT | 74     |

| Plaats    | Naam             | Ploeg                  | Punten |
| --------- | ---------------- | ---------------------- | ------ |
| Rode trui | Thomas De Gendt  | Topsport Vlaanderen-M. | 60     |
| 2         | Martin Mortensen | Vacansoleil            | 28     |
| 3         | Federico Canuti  | CSF Group-Navigare     | 22     |

| Plaats     | Naam            | Ploeg                  | Punten |
| ---------- | --------------- | ---------------------- | ------ |
| Witte trui | Thomas De Gendt | Topsport Vlaanderen-M. | 48     |
| 2          | Martin Reimer   | Cervélo TestTeam       | 30     |
| 3          | Geraint Thomas  | Barloworld             | 16     |

| Plaats | Ploeg            | Tijd      |
| ------ | ---------------- | --------- |
|        | Rabobank         | 84u21'39" |
| 2      | Cervélo TestTeam | +00' 09"  |
| 3      | Vacansoleil      | z.t.      |